# Хосе де Палафокс
Хосе Реболедо де Палафокс и Мелци (на испански: José de Reboledo Palafox y Melzi; * 28 октомври 1775, Сарагоса, Испания; † 15 февруари 1847, Мадрид, Испания) е херцог на Сарагоса, е испански генерал и политически деец от епохата на Наполеоновите войни, известен с успешната отбрана на Сарагоса, по време на обсадата на града от французите.

## Военна служба
Започва военната си служба през 1792 г. в корпуса на кралските гвардейци.
Когато през 1808 г. Наполеон възкачва на испанския престол брат си, Жозеф Бонапарт, и цяла Испания въстава против французите, на 25 май Палафокс (тогава с чин бригаден генерал и живеещ в имението си близо до Сарагоса) е провъзгласен от местните жители за губернатор на града и генерал-капитан на Арагон. Той бързо сформира армия и през юни 1808 г., с 8000 души, излиза на сражение срещу маршал Франсоа Льофевр, но е разбит при Мален и Алайон.
Палафокс отстъпва към Сарагоса, чиито гарнизон, под негово командване, отбива всички щурмове на французите и удържа тежката обсада в продължение на 60 дни. Тази отбрана прославя Палафокс и го прави национален герой в Испания.
На 20 декември 1808 г. французите отново обсаждат Палафокс в Сарагоса. На всички предложения за предаване Палафокс, както преди, отговаря: „Война до смърт“. Тежките усилия от негова страна обаче, разклащат здравето му. На 10 февруари 1809 г. той заболява и предава командването на гарнизона на генерал Фелипе Аугусто Сан-Марк, който на 20 февруари предава полуразрушения град на французите. Болният Палафокс е взет в плен и отведен във Франция, където остава до сключването на Валансиенския мир.
Умира на 15 февруари 1847 г. в Мадрид.